# Đại hội Thể thao châu Á 1966
Đại hội Thể thao châu Á 1966, còn được gọi là Asiad V hoặc Bangkok 1966, là một sự kiện thể thao đa môn cấp châu lục được tổ chức từ ngày 9 đến 20 tháng 12 năm 1966 tại Bangkok, Thái Lan. Đây là lần thứ ba Á vận hội được tổ chức tại Đông Nam Á, sau Philippines (1954) và Indonesia (1962).  Trong kỳ đại hội này, các vận động viên đã tranh tài ở 142 nội dung thuộc 16 môn thể thao.
Đài Loan và Israel đã quay trở lại tham dự Đại hội Thể thao châu Á, đảo ngược quyết định của Indonesia tại kỳ Asiad trước khi loại hai quốc gia này khỏi danh sách tham dự. Tổng cộng có khoảng 2.500 vận động viên và quan chức đến từ 18 quốc gia tham gia kỳ đại hội.
Asiad lần thứ 5 cũng là kỳ đầu tiên có nội dung thi đấu bóng chuyền nữ.

## Các quốc gia tham dự
| - Afghanistan - Miến Điện - Ceylon - Hồng Kông - Ấn Độ - Indonesia - Iran - Israel - Nhật Bản | - Malaysia - Nepal - Pakistan - Philippines - Trung Hoa Dân Quốc - Singapore - Hàn Quốc - Việt Nam Cộng hòa - Thái Lan |

## Môn thi đấu
| - Điền kinh () - Cầu lông () - Bóng rổ () - Quyền anh () - Đua xe đạp () - Bóng đá () - Khúc côn cầu () | - Bắn súng () - Bơi lội () - Bóng bàn () - Quần vợt () - Bóng chuyền () - Cử tạ () - Đấu vật () |  |

## Bảng tổng sắp huy chương
| 1         | Nhật Bản (JPN)           | 78  | 53  | 33  | 164 |
| 2         | Hàn Quốc (KOR)           | 12  | 18  | 21  | 51  |
| 3         | Thái Lan (THA)           | 12  | 14  | 11  | 37  |
| 4         | Malaysia (MAS)           | 7   | 5   | 6   | 18  |
| 5         | Ấn Độ (IND)              | 7   | 3   | 11  | 21  |
| 6         | Iran (IRI)               | 6   | 8   | 17  | 31  |
| 7         | Indonesia (INA)          | 5   | 5   | 12  | 32  |
| 8         | Trung Hoa Dân Quốc (ROC) | 5   | 4   | 10  | 19  |
| 9         | Israel (ISR)             | 3   | 5   | 3   | 11  |
| 10        | Philippines (PHI)        | 2   | 15  | 25  | 42  |
| 11        | Pakistan (PAK)           | 2   | 4   | 2   | 8   |
| 12        | Miến Điện (BIR)          | 1   | 0   | 4   | 5   |
| 13        | Singapore (SIN)          | 0   | 5   | 7   | 12  |
| 14        | Việt Nam (VNM)           | 0   | 1   | 1   | 2   |
| 15        | Ceylon (CEY)             | 0   | 0   | 6   | 6   |
| 16        | Hồng Kông (HKG)          | 0   | 0   | 1   | 1   |
| Tổng cộng | Tổng cộng                | 140 | 140 | 170 | 460 |